# ریسزرد پودلاس
ریسزرد پودلاس (انگلیسی: Ryszard Podlas؛ زادهٔ ۲۹ ژوئیهٔ ۱۹۵۴) دونده، و ورزشکار دو و میدانی اهل لهستان است.
از باشگاه‌هایی که در آن بازی کرده‌است می‌توان به باشگاه فوتبال شلاسک وروتسواف اشاره کرد.